# Calvaire Saint-Michel de Questembert
Pour les articles homonymes, voir Calvaire Saint-Michel.
Le calvaire Saint-Michel, de type croix bannière, est situé au cimetière de la commune de Questembert dans le Morbihan.

## Historique
Le calvaire Saint-Michel fait l’objet d’un classement au titre des monuments historiques depuis le 9 septembre 1922.

## Architecture

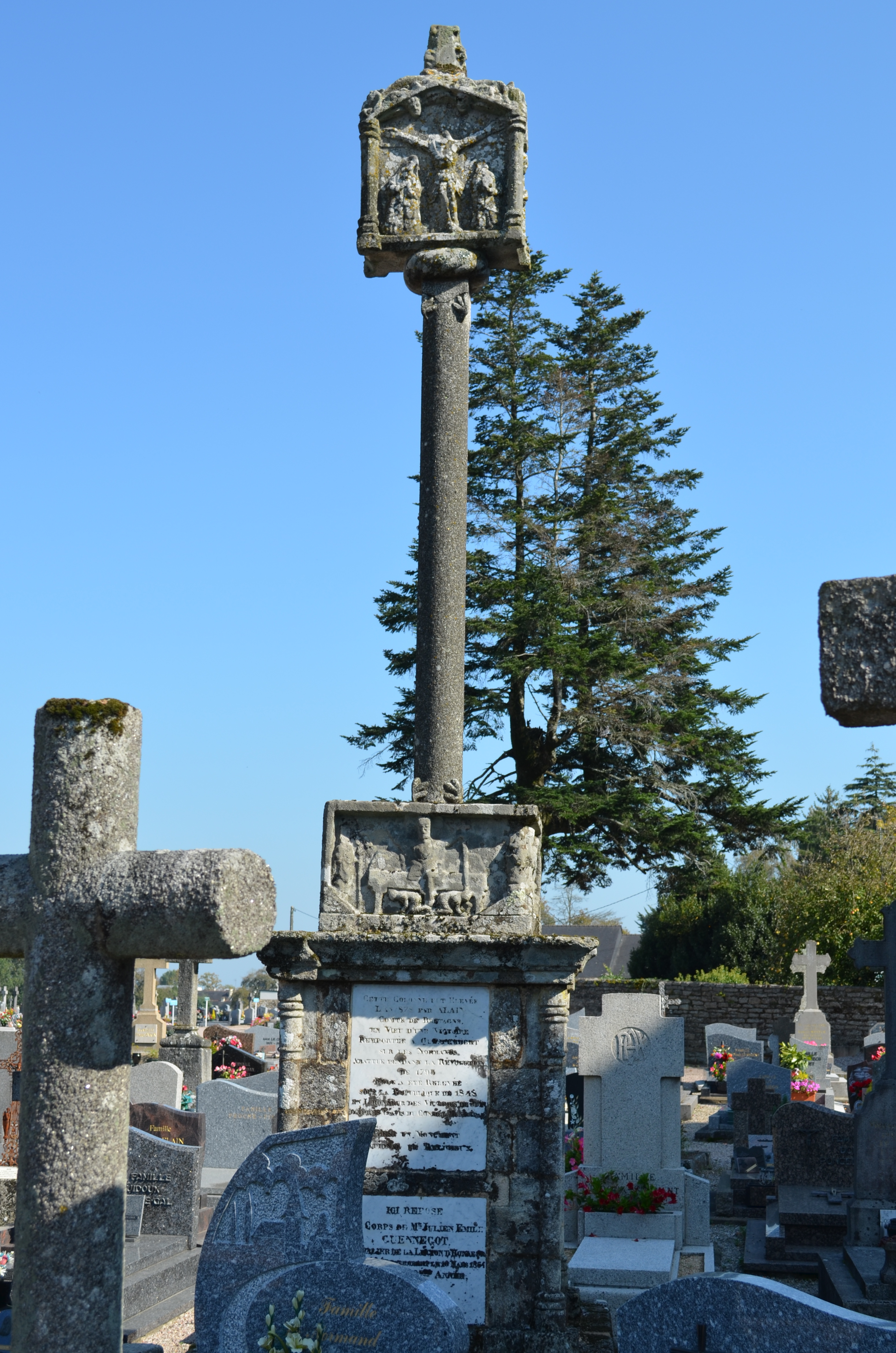
Vue d'ensemble

Sur une face du panneau est représentée la Crucifixion. Marie-Madeleine porte un vase de parfums. Saint Jean tient un médaillon, avec l'agneau, symbole du Christ. 
Sur l'autre face, deux anges se tiennent au-dessus de Notre-Dame de Pitié et deux autres sont agenouillés à ses pieds.
Le socle du monument porte une inscription fantaisiste évoquant une origine liée à la bataille de Questembert, remportée par Alain le Grand en 890. Le calvaire remonte plus certainement au XVIe siècle.